# Морано сул По
Морано сул По (итал. Morano sul Po) је насеље у Италији у округу Алесандрија, региону Пијемонт.
Према процени из 2011. у насељу је живело 1242 становника. Насеље се налази на надморској висини од 121 м.

## Становништво
| 1931. | 1936. | 1951. | 1961. | 1971. | 1981. | 1991. | 2001. | 2011. |
| ----- | ----- | ----- | ----- | ----- | ----- | ----- | ----- | ----- |
| 2.630 | 2.560 | 2.396 | 2.334 | 1.902 | 1.735 | 1.558 | 1.569 | 1.511 |